# Marcello Bacciarelli
Marcello Bacciarelli (Roma, 16 de fevereiro de 1731 — Varsóvia, 5 de janeiro de 1818) foi um pintor italiano.
Bacciarelli desenvolveu sua carreira artística na Polônia, onde trabalhou como pintor do rei Estanislau II e da corte polonesa. Tornou-se diretor dos edifícios reais e foi o primeiro reitor do Departamento de Belas Artes da Universidade de Varsóvia.

## Galeria

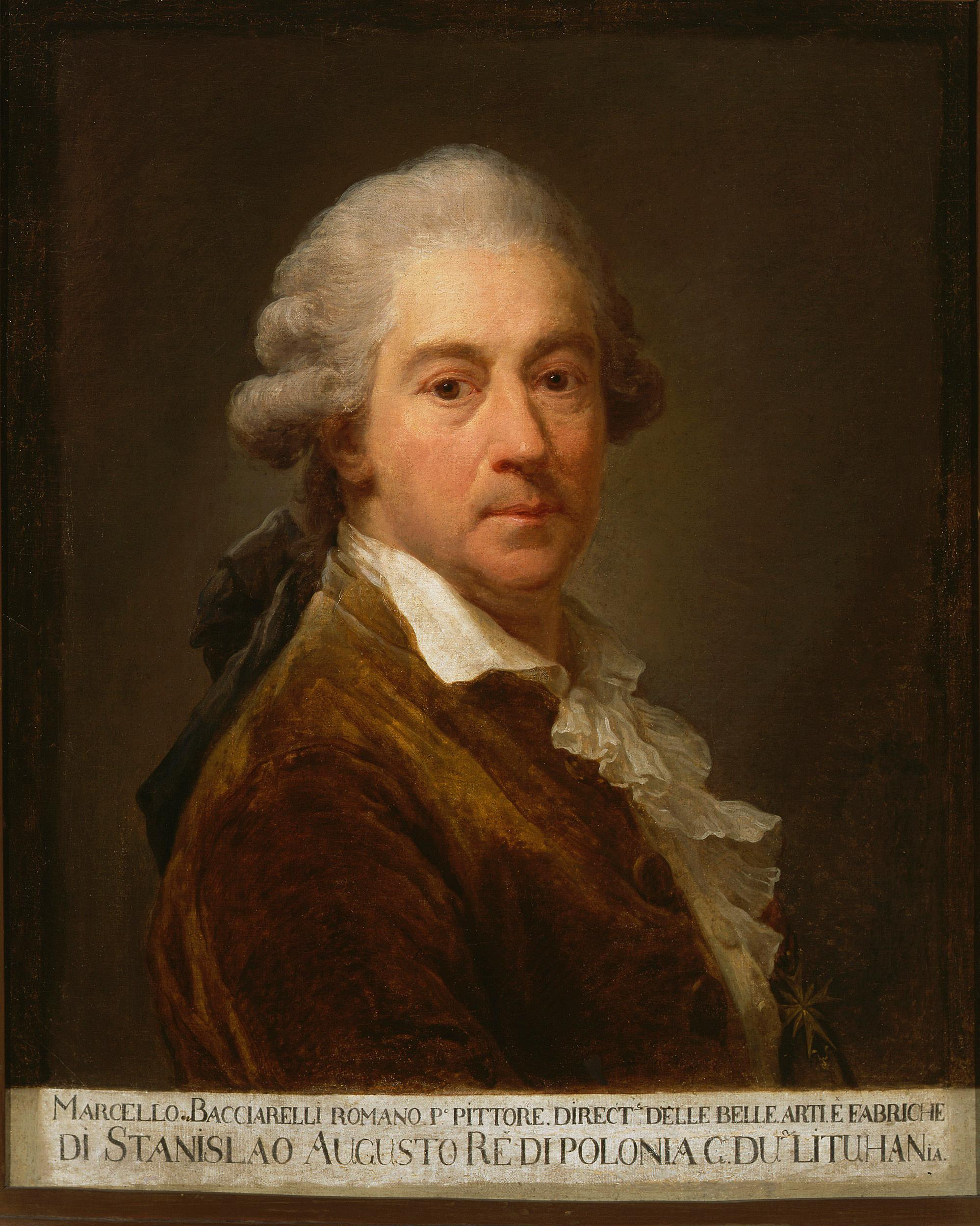
Auto-retrato, 1793
Estanislau II
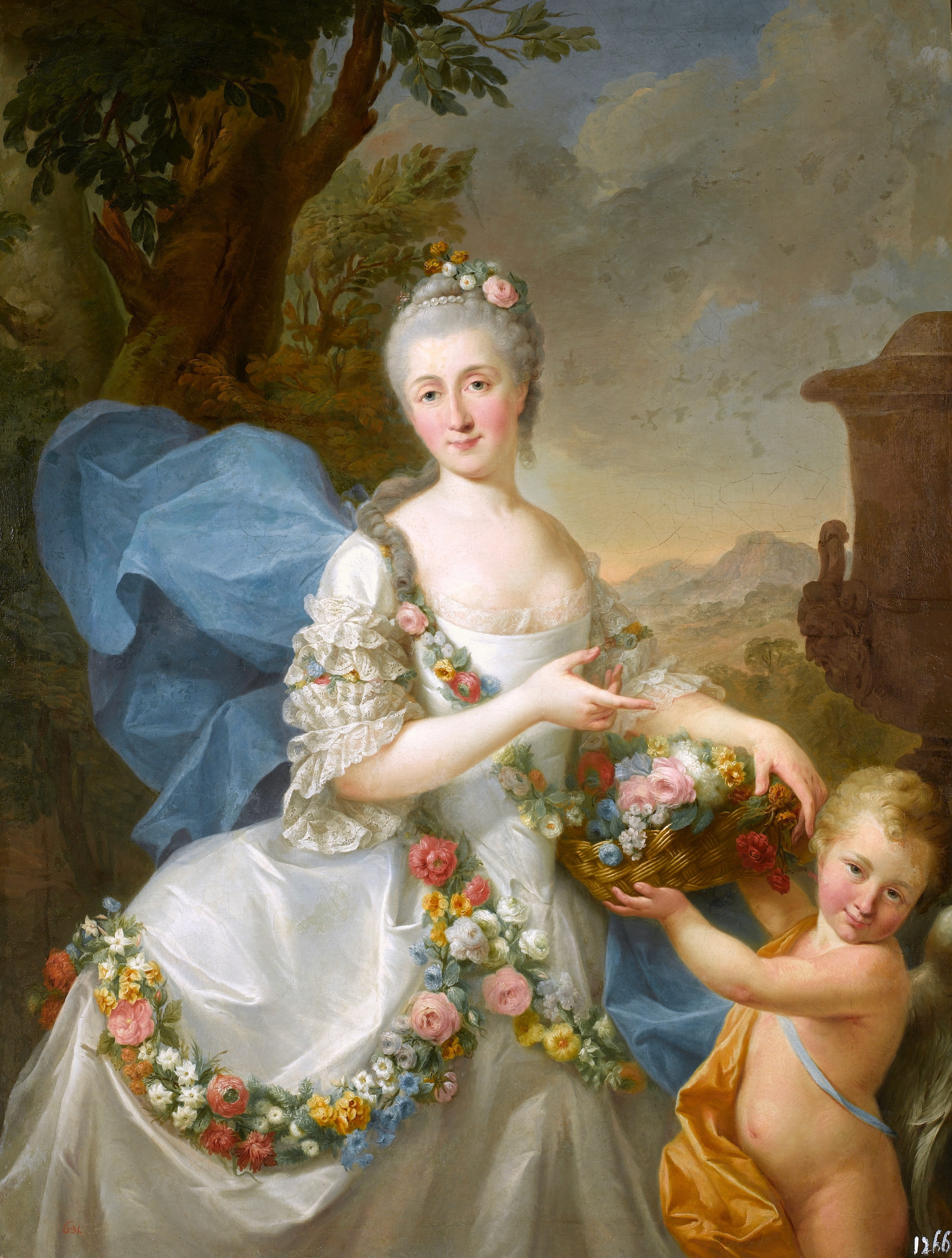
Apolônia Poniatowski